# Sammlung Die Universität
Die Sammlung Die Universität, oder kurz Die Universität, ist eine 40-bändige deutschsprachige wissenschaftliche Buchreihe, die im Humboldt-Verlag (Wien, Stuttgart, Frankfurt a. M.) seit 1948 bis Mitte der 1950er Jahre erschien. Die Reihe wurde von Lothar Bosse herausgegeben. Insgesamt erschienen in der Reihe über fünfzig Bände.

## Auswahl einiger Bände
- Probleme der Vor-Völker-Forschung : Grundzüge einer ethnologischen Urgeschichte / Fritz Haensell.
- Russische Literaturgeschichte / Wilhelm Lettenbauer.
- Das universalhistorische System Arnold Joseph Toynbees / Othmar F. Anderle.
- Einführung in die Rechtsphilosophie : Anleitung zum philosophischen Nachdenken über das Recht und die Juristen / Carl August Emge.
- Einführung in die Sozialpsychologie / Peter Robert Hofstätter.
- Erkenntnis und Entscheidung : Philosophie der geistigen Aneignung in ihrem Ursprung bei Platon / Josef Derbolav.
- Dynamik der Motive : eine Einführung in die klinische Psychologie / Walter Toman.
- Rätselvolle Mathematik : ein Buch der Paradoxien / Eugene Purdy Northrop.
- Elemente der neuen Logik / Béla Juhos.
- Metaphysik, Wissenschaft, Skepsis / Wolfgang Stegmüller.
- Die Angestellten in der modernen Gesellschaft : eine sozialhistorische und soziologische Studie / Fritz Croner.
- Masken und Metamorphosen des Nihilismus : der Nihilismus des XX. Jahrhunderts / Hermann Rauschning.
- Physikalische Forschung und soziale Verantwortung : Gedanken eines Physikers / Percy W. Bridgman.
- Sicherheit in Freiheit : unsere Gesellschaft zwischen Anarchie und Planung / John Maurice Clark.
- Atmosphäre und Wetter : eine Einf. in die Meteorologie / Hellmut Berg.
- Geld und Geldschöpfung : mit einem Anhang: Der Staat und die Notenbanken / Wilhelm Andreae.
- Das naturwissenschaftliche Zeitalter / Bertrand Russell.
- Entwicklung und Aufgabe der Geographie : Rückblicke und Ausblicke einer universalen Wissenschaft / Ewald Banse.
- Ideologie und Wahrheit : eine soziologische Kritik des Denkens / Theodor Geiger.
- Kulturkrise und Gesellschaftsphilosophie : moderne Theorien über das Werden und Vergehen von Kulturen und das Wesen ihrer Krisen / Pitirim A. Sorokin.
- Hauptströmungen der Gegenwartsphilosophie : eine historische-kritische Einführung / Wolfgang Stegmüller.
- Von Euklid zu Eddington : zur Entwicklung unseres modernen physikalischen Weltbildes / Edmund T. Whittaker.
- Einführung in die Statistik / Leonard Henry Caleb Tippett.
- Volkseinkommen und volkswirtschaftliche Gesamtrechnungen / Richard Ruggles.
- Einführung in die Ökonometrie / Jan Tinbergen.
- Geschichte der Naturwissenschaft in ihrer Beziehung zu Philosophie und Weltanschauung / William Cecil Dampier.
- Natur und Kultur / Moritz Schlick.
- Mystik und Logik : philosophische Essays / Bertrand Russell.
- Der moderne Kapitalismus und der wirtschaftliche Fortschritt / Thomas Wilson.
- Die Philosophie der Existenz : von der Renaissance bis zur Gegenwart / Hinrich Knittermeyer.
- Das Goethebild des XX. Jahrhunderts / Heinz Kindermann.
- Allgemeine Steuerlehre / Günter Schmölders.
- Soziologie der Geschichte : Theorien zur Entwicklungsgeschichte der menschlichen Gesellschaft / Harry Elmer Barnes.
- Kultur und Freiheit / Bronislaw Malinowski.
- Die Wissenschaft vom Menschen : Beiträge zur Anwendung exakter Methoden in den Sozialwissenschaften / Stuart Chase.
- Die Psychologie und das Leben / Peter Robert Hofstätter.
- Einführung in die moderne Psychologie / Walter Toman.
- Die Dynamik des Kulturwandels  / Bronislaw Malinowski.
- Modernes Völkerrecht / Philip Jessup.
- Philosophie der Naturwissenschaft / Arthur Eddington.
- Kritik der Wissenschaft / Arnold Winkler.
- Probleme der Philosophie / Bertrand Russell.
- Kunstlexikon / Emerich Schaffran.
- Lexikon der Weltliteratur / Heinz Kindermann.
- Allgemeine Organisationslehre : ein Grundriss / Karl Stefanic-Allmayer.
- Modernes Völkerrecht / Philip Caryl Jessup.
- Philosophie der Naturwissenschaft / Arthur Eddington.
- Einführung in die Philosophie / Maurice Gex.
- Sitte und Verbrechen bei den Naturvölkern / Bronislaw Malinowski. – Nach der 3. Aufl. (1940) übers. von H. Schwarz.
- Grundlagen der Politik / Arnold Winkler.
- Philosophie und Mathematik : Vorträge und Essays / Alfred North Whitehead. -
- Dynamische Wirtschaft : einige neuere Entwicklungen der Wirtschaftstheorie und ihre Anwendung auf die Wirtschaftspolitik / Roy Forbes Harrod.
- Einführung in die Mathematik / Alfred North Whitehead.
- Einführung in die Kollektivpsychologie / Charles Blondel.
- Die Ursprünge des modernen Kapitalismus : ein historischer Grundriß / Henri Sée.
- Einführung in die Mathematik / Alfred North Whitehead.
- Kleines Handbuch der Musik / Max Weissgärber.